# Michael Dorn
Michael Dorn (Luling, 9 dicembre 1952) è un attore statunitense noto per aver interpretato Worf nel franchise di Star Trek.

## Biografia
Nato a Luling (Texas), è cresciuto a Pasadena (California).
Dopo un suggerimento da parte di un amico, Dorn lavora come comparsa e attore in film come Generazione Proteus e Rocky. In seguito, è entrato a far parte del cast della serie televisiva CHiPs, per apparire in seguito in soap opera come Falcon Crest, Hotel e Il tempo della nostra vita (soap opera).
A partire dal 1987 Dorn entra a far parte del franchise di Star Trek, interpretando il Klingon Worf dell'equipaggio dell'USS Enterprise NCC-1701-D capitanata da Jean-Luc Picard (Patrick Stewart) in Star Trek: The Next Generation, second serie live action del franchise e primo sequel dopo la serie classica e quella animata. In seguito alla conclusione della serie, il personaggio viene recuperato per lo spin-off Star Trek: Deep Space Nine (dalla quarta alla settima stagione), parimenti a Colm Meaney, che interpreta il ruolo di Miles O'Brien, anch'egli in ambedue le serie. Nel 2023 Dorn torna nuovamente a interpretare Worf nella terza stagione della serie televisiva Star Trek: Picard, spin-off di TNG e settima serie live action del franchise. Oltre alle serie televisive, Dorn appare nel ruolo di Worf anche nei quattro film che vedono protagonista l'equipaggio delle USS Enterprise D e USS Enterprise E: Generazioni (Star Trek: Generations, 1994), Primo contatto (Star Trek: First Contact, 1996), Star Trek - L'insurrezione (Star Trek: Insurrection, 1998) e Star Trek - La nemesi (Star Trek: Nemesis, 2002). Dorn presta inoltre la voce al proprio personaggio in alcuni videogiochi di Star Trek, nella serie animata Star Trek: Prodigy e negli episodi della serie animata I Griffin (Family Guy), Il mio migliore amico (Peter Got Woods, quarta stagione, 2005) e It's a trap (nona stagione, 2011). Worf appare inoltre nel film Rotta verso l'ignoto (Star Trek VI: The Undiscovered Country, 1991), interpretando il ruolo del di un antenato del proprio personaggio, il colonnello Worf, avvocato difensore di James T. Kirk e Leonard McCoy, accusati dell'assassinio del cancelliere Gorkon, delegato dell'Impero Klingon.
Interpreta il personaggio del Dr. Burke, medico psichiatra della detective Kate Beckett, sia nella quarta, sia nella quinta stagione del telefilm Castle.

## Vita privata
Vive a Los Angeles.

## Filmografia parziale

### Attore

#### Cinema
- Rocky, regia di John G. Avildsen (1976)
- Generazione Proteus (Demon Seed), regia di Donald Cammell (1977)
- Rotta verso l'ignoto (Star Trek VI: The Undiscovered Country), regia di Nicholas Meyer (1991)
- Generazioni (Star Trek: Generations), regia di David Carson (1994)
- Primo contatto (Star Trek: First Contact), regia di Jonathan Frakes (1996)
- Star Trek - L'insurrezione (Star Trek: Insurrection), regia di Jonathan Frakes (1998)
- Che fine ha fatto Santa Clause?, regia di Michael Lembeck (2002)
- Star Trek - La nemesi (Star Trek: Nemesis), regia di Stuart Baird (2002)
- Santa Clause è nei guai, regia di Michael Lembeck (2006)
- Ted 2, regia di Seth MacFarlane (2015)
- The Man from Earth - Holocene, regia di Richard Schenkman (2017)

#### Televisione
- CHiPs - serie TV, 31 episodi (1979-1982)
- Hotel - serie TV, 2 episodi (1983)
- Il tempo della nostra vita (Days of Our Lives) - serie TV (1986-1987)
- Falcon Crest - serie TV, 1 episodio (1987)
- Star Trek: The Next Generation - serie TV, 176 episodi (1987-1994) - Worf
- Webster - serie TV, episodio 6x25 (1989)
- Star Trek: Deep Space Nine - serie TV, 102 episodi (1995-1999) - Worf
- Senza traccia (Without a Trace) - serie TV, 1 episodio (2007)
- Heroes - serie TV, 2 episodi (2008-2009)
- Castle - serie TV, 6 episodi (2011-2015)
- Internity - serie TV, episodio 1x01 (2016)
- Star Trek: Picard - serie TV, 7 episodi (2023) - Worf
- Nuovo Santa Clause cercasi (The Santa Clauses) – serie TV, episodio 2x04 (2023)

### Doppiatore

#### Televisione
- I Griffin (Family Guy) - serie animata, episodi 4x11-9x18 (2005, 2011) - Worf
- Invincible – serie animata, 8 episodi (2021)
- Winx Club - serie animata, 1 episodio (2011)

#### Videogiochi
- Star Trek: The Next Generation - A Final Unity (1995) - Worf
- Generations (1997) - Worf
- Fallout 2	(1998) - Marcus, Frank Horrigan
- Star Trek: Armada (2000) - Worf
- Star Trek: Invasion (2000) - Worf
- Star Trek: Deep Space Nine - The Fallen (2000) - Worf
- Star Trek: Away Team (2000) - Worf
- Star Trek Online (2010) - Worf
- Family Guy: The Quest for Stuff (2014) - Worf

## Doppiatori italiani
Nelle versioni in italiano delle opere in cui ha recitato, Michael Dorn è stato doppiato da:
- Claudio Fattoretto in Star Trek: The Next Generation, Star Trek: Primo contatto, Star Trek - L'insurrezione, Star Trek - La nemesi, Star Trek - Deep Space Nine (Cofanetto dei Triboli, episodio Animaletti pericolosi, ediz. VHS)
- Paolo Marchese in Star Trek - Deep Space Nine, Heroes, Star Trek: Picard
- Franco Mannella in Che fine ha fatto Santa Clause?, Santa Clause è nei guai, Nuovo Santa Clause cercasi
- Sergio Matteucci in Star Trek VI: Rotta verso l'ignoto
- Massimo Pizzirani in Star Trek VII: Generazioni
- Saverio Moriones in Time Master
- Pieraldo Ferrante in Shockwave - L'attacco dei droidi
- Raffaele Palmieri in Castle
- Alberto Angrisano in Ted 2
- Paolo Buglioni in Chips

Da doppiatore è sostituito da:
- Vittorio De Angelis in Mucca e Pollo, Io sono Donato Fidato
- Claudio Fattoretto ne I Griffin
- Franco Zucca in Superman: The Animated Series
- Domenico Maugeri ne I fantastici quattro
- Michele Gammino e Mario Cordova in Gargoyles, il risveglio degli eroi
- Mario Zucca in Una giungla di stelle per capitan Simian
- Fabio Boccanera in Arrow
- Alessandro Rossi in Kim Possible - Il film
- Gerolamo Alchieri in The Lion Guard
- Pierluigi Astore in Invincible